# Praça 14 de Janeiro

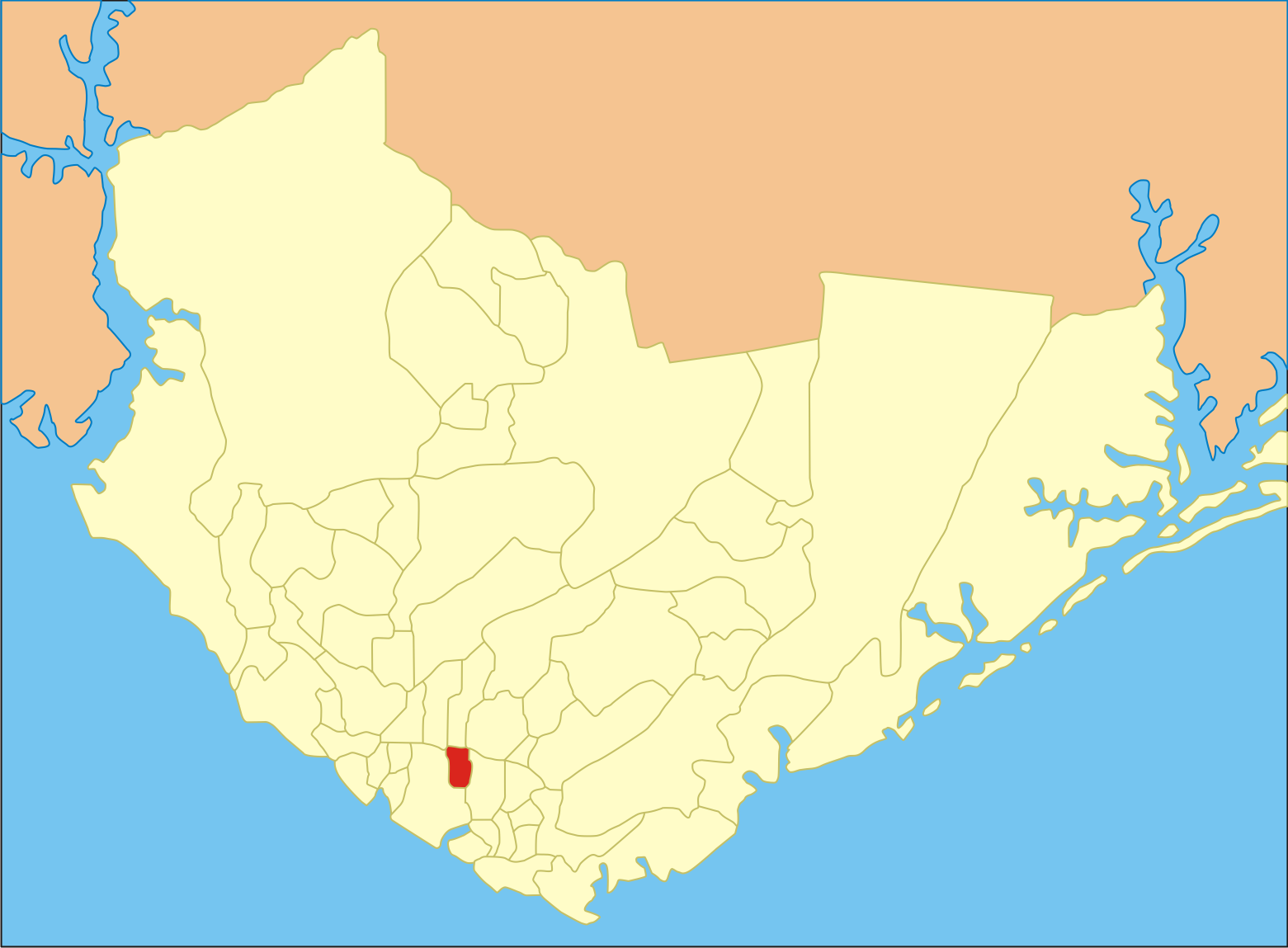
Localização do bairro Praça 14 de Janeiro em Manaus.

Praça 14 de Janeiro é um bairro do município brasileiro de Manaus, capital do estado do Amazonas. Localiza-se na Zona Sul da cidade. De acordo com estimativas da Secretaria de Desenvolvimento Econômico, Ciência, Tecnologia e Inovação do Amazonas (SEDECTI), sua população era de 12 117 habitantes em 2017.
No bairro está oficialmente localizada a comunidade do Quilombo São Benedito, criada em 1914, e sendo considerada o quilombo urbano mais antigo da Região Norte do Brasil.